# Hilda z Whitby
Svatá Hilda z Witby se narodila roku 614 v Northumbrii a zemřela roku 680 ve Streaneshalchu v Anglii. Hilda byla zakládající abatyší opatství ve Whitby. Pokřtěna byla ve 13 letech a do kláštera vstoupila o dvacet let později. Bylo o ní známo, že byla zodpovědnou abatyší a vedla opatství svědomitě. Proslula i tím, že byla nejen dobrým správcem opatství, ale také učitelkou. Byla velmi populární mezi tehdejšími učenci, řeholníky, vládci i mezi prostým lidem, který k ní nezřídka chodil pro radu. Je uznávána za svatou v katolické i anglikánské církvi.